# Unione Sportiva Fascista Salernitana 1935-1936
Questa pagina raccoglie i dati riguardanti la Unione Sportiva Fascista Salernitana nelle competizioni ufficiali della stagione 1935-1936.

## Stagione
Un nuovo ungherese per la panchina della Salernitana 1935-36, Armand Halmos che condurrà la squadra alla sesta posizione, dietro Catanzarese, Piombino, Nissena, Civitavecchia e Benevento.
A partire da questa stagione la Prima Divisione cambia nome in Serie C e modifica leggermente la formula: sempre quattro gironi su base territoriale, ma la fase finale viene eliminata in favore della promozione diretta a chi raggiunge la vetta (per questa stagione è il caso della Catanzarese).
La Salernitana opta in modo del tutto volontario, a differenza delle società di A e B che sono "obbligate" dal regolamento, a partecipare a una nuova competizione nazionale, la Coppa Italia, ripristinata proprio in questa stagione. I campani si fermeranno al secondo turno, accedendovi sconfiggendo per 3-1 la Bagnolese.

## Divise
La Salernitana dal 1929 al 1943 adotterà nuovamente come colore sociale il bianco-celeste, ma in alcune gare giocherà con la maglia interamente celeste.
| Manica sinistra · Manica sinistra · Maglietta · Maglietta · Manica destra · Manica destra · Pantaloncini · Calzettoni | Manica sinistra · Maglietta · Maglietta · Manica destra · Pantaloncini · Calzettoni |

## Organigramma societario
Fonte
Area direttiva
- Presidente: Enrico Chiari
- Segretario: Donato Lo Storto

Area tecnica
- Allenatore: Armand Halmos

Area sanitaria
- Massaggiatore: Angelo Carmando

## Rosa
Fonte
| N. |                     | Ruolo | Calciatore         |
| -- | ------------------- | ----- | ------------------ |
|    | Italia (bandiera)   | P     | Antonio Biondi     |
|    | Italia (bandiera)   | P     | Vincenzo Pagano    |
|    | Italia (bandiera)   | P     | Alfonso Ricciardi  |
|    | Italia (bandiera)   | D     | Dante Bazzanti     |
|    | Italia (bandiera)   | D     | Egisto Betti       |
|    | Italia (bandiera)   | D     | Carmine Milite     |
|    | Italia (bandiera)   | D     | Pierfranco Monacci |
|    | Italia (bandiera)   | C     | Luigi Bergamini    |
|    | Italia (bandiera)   | C     | Menotti Bugna      |
|    | Svizzera (bandiera) | C     | Ellaro Ghetti      |
|    | Italia (bandiera)   | C     | Landi              |
|    | Italia (bandiera)   | C     | Luigi Mancini      |

| N. |                   | Ruolo | Calciatore         |
| -- | ----------------- | ----- | ------------------ |
|    | Italia (bandiera) | C     | Ezio Morselli      |
|    | Italia (bandiera) | C     | Ernesto Zambianchi |
|    | Italia (bandiera) | C     | Mario Saracino     |
|    | Italia (bandiera) | C     | Luigi Zanon        |
|    | Italia (bandiera) | A     | Nello Azzetti      |
|    | Italia (bandiera) | A     | Alfonso Carella    |
|    | Italia (bandiera) | A     | Antonio De Cola    |
|    | Italia (bandiera) | A     | Silvio Finotto     |
|    | Italia (bandiera) | A     | Aldo Niccolini     |
|    | Italia (bandiera) | A     | Mario Parisi       |
|    | Italia (bandiera) | A     | Antonio Punzi      |
|    | Italia (bandiera) | A     | Rodolfo Stilli     |

## Risultati

### Serie C

#### Girone di andata
| Salerno 22 settembre 1935 1ª giornata                                              | Salernitana | 4 – 1 referto | Cosenza | Campo Littorio |
| \| \| \| \| \| Stilli 8’, 25’ Niccolini 14’ Azzetti 52’ \| Marcatori \| 42’ Gay \| |             |               |         |                |
|                                                                                    |             |               |         |                |
| Stilli 8’, 25’ Niccolini 14’ Azzetti 52’                                           | Marcatori   | 42’ Gay       |         |                |

| Potenza 29 settembre 1935 2ª giornata         | SC Lucano | 1 – 0 referto | Salernitana | Campo Littorio |
| \| \| \| \| \| Bertini 11’ \| Marcatori \| \| |           |               |             |                |
|                                               |           |               |             |                |
| Bertini 11’                                   | Marcatori |               |             |                |

| Arbitro: | Albanese |

|                                  |           |             |
| Niccolini 15’ (rig.) Azzetti 50’ | Marcatori | 34’ Taccini |

| Cerignola 13 ottobre 1935 4ª giornata                    | Cerignola | 1 – 1 referto | Salernitana | Campo Littorio |
| \| \| \| \| \| Fallai 31’ \| Marcatori \| 89’ Carella \| |           |               |             |                |
|                                                          |           |               |             |                |
| Fallai 31’                                               | Marcatori | 89’ Carella   |             |                |

| Salerno 20 ottobre 1935 5ª giornata                                     | Salernitana | 5 – 0 referto | Le Signe | Campo Littorio |
| \| \| \| \| \| Ghetti 36’, 79’, 81’ Carella 41’, 86’ \| Marcatori \| \| |             |               |          |                |
|                                                                         |             |               |          |                |
| Ghetti 36’, 79’, 81’ Carella 41’, 86’                                   | Marcatori   |               |          |                |

| Salerno 10 novembre 1935 6ª giornata                             | Salernitana | 3 – 0 referto | Nissena | Campo Littorio |
| \| \| \| \| \| Niccolini 12’, 17’ Finotto 87’ \| Marcatori \| \| |             |               |         |                |
|                                                                  |             |               |         |                |
| Niccolini 12’, 17’ Finotto 87’                                   | Marcatori   |               |         |                |

| Bagnoli (Napoli) 17 novembre 1935 7ª giornata             | Bagnolese | 1 – 1 referto | Salernitana | Campo dell'ILVA |
| \| \| \| \| \| Paone 22’ \| Marcatori \| 27’ Niccolini \| |           |               |             |                 |
|                                                           |           |               |             |                 |
| Paone 22’                                                 | Marcatori | 27’ Niccolini |             |                 |

| Salerno 1º dicembre 1935 8ª giornata                                           | Salernitana | 3 – 0 referto | Littorio Benevento | Campo Littorio |
| \| \| \| \| \| Carella 31’ Finotto 62’ Niccolini 86’ (rig.) \| Marcatori \| \| |             |               |                    |                |
|                                                                                |             |               |                    |                |
| Carella 31’ Finotto 62’ Niccolini 86’ (rig.)                                   | Marcatori   |               |                    |                |

| Salerno 8 dicembre 1935 9ª giornata                                      | Salernitana | 4 – 0 referto | Fermana | Campo Littorio |
| \| \| \| \| \| Azzetti 4’, 62’ Carella 30’ Stilli 46’ \| Marcatori \| \| |             |               |         |                |
|                                                                          |             |               |         |                |
| Azzetti 4’, 62’ Carella 30’ Stilli 46’                                   | Marcatori   |               |         |                |

| Catanzaro 15 dicembre 1935 10ª giornata                           | Catanzarese | 3 – 0 referto | Salernitana | Stadio Militare |
| \| \| \| \| \| Prandoni 52’ Boni 54’ Isada 75’ \| Marcatori \| \| |             |               |             |                 |
|                                                                   |             |               |             |                 |
| Prandoni 52’ Boni 54’ Isada 75’                                   | Marcatori   |               |             |                 |

| Salerno 29 dicembre 1935 11ª giornata                                   | Salernitana | 2 – 1 referto | Sempre Avanti | Campo Littorio |
| \| \| \| \| \| Niccolini 16’, 84’ (rig.) \| Marcatori \| 14’ Bisogni \| |             |               |               |                |
|                                                                         |             |               |               |                |
| Niccolini 16’, 84’ (rig.)                                               | Marcatori   | 14’ Bisogni   |               |                |

| Prato 5 gennaio 1936 12ª giornata                                        | Prato     | 3 – 0 referto | Salernitana | Campo Vittorio Veneto |
| \| \| \| \| \| Ciardi 20’ Tempestini 35’ Barbazzi 76’ \| Marcatori \| \| |           |               |             |                       |
|                                                                          |           |               |             |                       |
| Ciardi 20’ Tempestini 35’ Barbazzi 76’                                   | Marcatori |               |             |                       |

| Salerno 12 gennaio 1936 13ª giornata         | Salernitana | 1 – 0 referto | Civitavecchiese | Campo Littorio |
| \| \| \| \| \| Stilli 40’ \| Marcatori \| \| |             |               |                 |                |
|                                              |             |               |                 |                |
| Stilli 40’                                   | Marcatori   |               |                 |                |

#### Girone di ritorno
| Cosenza 26 gennaio 1936 14ª giornata | Cosenza | 0 – 0 referto | Salernitana | Campo Città di Cosenza |

| Bari 2 febbraio 1936 15ª giornata | Salernitana | 0 – 0 Campo neutro referto | Potenza | Stadio della Vittoria |

| Arbitro: | Gibelli (Milano) |

|                         |           |  |
| Langella 5’ Perazzi 90’ | Marcatori |  |

| Salerno 16 febbraio 1936 17ª giornata                  | Salernitana | 1 – 1 referto | Cerignola | Campo Littorio |
| \| \| \| \| \| Ghetti 63’ \| Marcatori \| 59’ Tieri \| |             |               |           |                |
|                                                        |             |               |           |                |
| Ghetti 63’                                             | Marcatori   | 59’ Tieri     |           |                |

| Signa 23 febbraio 1936 18ª giornata                                        | Le Signe  | 3 – 0 referto | Salernitana | Stadio del Littorio |
| \| \| \| \| \| Bassi 10’ Scaramagli 31’ Pasquinucci 42’ \| Marcatori \| \| |           |               |             |                     |
|                                                                            |           |               |             |                     |
| Bassi 10’ Scaramagli 31’ Pasquinucci 42’                                   | Marcatori |               |             |                     |

| Caltanissetta 8 marzo 1936 19ª giornata                                    | Nissena   | 2 – 1 referto | Salernitana | Campo Dux |
| \| \| \| \| \| Veronesi 24’ Borgo 82’ (rig.) \| Marcatori \| 63’ Stilli \| |           |               |             |           |
|                                                                            |           |               |             |           |
| Veronesi 24’ Borgo 82’ (rig.)                                              | Marcatori | 63’ Stilli    |             |           |

| Salerno 15 marzo 1936 20ª giornata                                       | Salernitana | 2 – 1 referto | Bagnolese | Campo Littorio |
| \| \| \| \| \| Stilli 20’ Zambianchi 38’ \| Marcatori \| 21’ Sbriglia \| |             |               |           |                |
|                                                                          |             |               |           |                |
| Stilli 20’ Zambianchi 38’                                                | Marcatori   | 21’ Sbriglia  |           |                |

| Benevento 22 marzo 1936 21ª giornata        | Littorio Benevento | 1 – 0 referto | Salernitana | Campo Littorio |
| \| \| \| \| \| Nelli 70’ \| Marcatori \| \| |                    |               |             |                |
|                                             |                    |               |             |                |
| Nelli 70’                                   | Marcatori          |               |             |                |

| Fermo 12 aprile 1936 22ª giornata            | Fermana   | 0 – 1 referto | Salernitana | Stadio Sandro Mussolini |
| \| \| \| \| \| \| Marcatori \| 70’ Stilli \| |           |               |             |                         |
|                                              |           |               |             |                         |
|                                              | Marcatori | 70’ Stilli    |             |                         |

| Salerno 19 aprile 1936 23ª giornata | Salernitana | 0 – 0 referto | Catanzarese | Campo Littorio |

| Piombino 26 aprile 1936 24ª giornata                                       | Sempre Avanti | 2 – 1 referto | Salernitana | Campo Giuseppe Salvestrini |
| \| \| \| \| \| Petrocchi 70’ Marianelli 85’ \| Marcatori \| 62’ Finotto \| |               |               |             |                            |
|                                                                            |               |               |             |                            |
| Petrocchi 70’ Marianelli 85’                                               | Marcatori     | 62’ Finotto   |             |                            |

| Salerno 3 maggio 1936 25ª giornata                     | Salernitana | 2 – 0 referto | Prato | Campo Littorio |
| \| \| \| \| \| Stilli 4’ Ghetti 12’ \| Marcatori \| \| |             |               |       |                |
|                                                        |             |               |       |                |
| Stilli 4’ Ghetti 12’                                   | Marcatori   |               |       |                |

| Civitavecchia 10 maggio 1936 26ª giornata                                             | Civitavecchiese | 2 – 2 referto          | Salernitana | Velodromo Marconi |
| \| \| \| \| \| Bolognesi 10’ Melchiorri 22’ \| Marcatori \| 80’ Finotto 86’ Ghetti \| |                 |                        |             |                   |
|                                                                                       |                 |                        |             |                   |
| Bolognesi 10’ Melchiorri 22’                                                          | Marcatori       | 80’ Finotto 86’ Ghetti |             |                   |

### Coppa Italia

#### Primo Turno
| Arbitro: | Fois |

|                                    |           |            |
| Piccolo 10’ (aut.) Stilli 26’, 32’ | Marcatori | 50’ Sacchi |

#### Secondo Turno
| Arbitro: | Ferrorelli (Napoli) |

|  |           |               |
|  | Marcatori | 7’ Puccinelli |

## Statistiche

### Statistiche di squadra
| Competizione | Punti | In casa | In casa | In casa | In casa | In casa | In casa | In trasferta | In trasferta | In trasferta | In trasferta | In trasferta | In trasferta | Totale | Totale | Totale | Totale | Totale | Totale | DR  |
| Competizione | Punti | G       | V       | N       | P       | Gf      | Gs      | G            | V            | N            | P            | Gf           | Gs           | G      | V      | N      | P      | Gf     | Gs     | DR  |
| ------------ | ----- | ------- | ------- | ------- | ------- | ------- | ------- | ------------ | ------------ | ------------ | ------------ | ------------ | ------------ | ------ | ------ | ------ | ------ | ------ | ------ | --- |
| Serie C      | 29    | 13      | 10      | 3       | 0       | 29      | 5       | 13           | 1            | 4            | 8            | 7            | 21           | 26     | 11     | 7      | 8      | 36     | 26     | +10 |
| Coppa Italia | -     | 2       | 1       | 0       | 1       | 3       | 2       | 0            | 0            | 0            | 0            | 0            | 0            | 2      | 1      | 0      | 1      | 3      | 2      | +1  |
| Totale       | -     | 15      | 11      | 3       | 1       | 32      | 7       | 13           | 1            | 4            | 8            | 7            | 21           | 28     | 12     | 7      | 9      | 39     | 28     | +11 |

### Andamento in campionato
| Giornata  | 1 | 2 | 3 | 4 | 5 | 6 | 7 | 8 | 9 | 10 | 11 | 12 | 13 | 14 | 15 | 16 | 17 | 18 | 19 | 20 | 21 | 22 | 23 | 24 | 25 | 26 |
| --------- | - | - | - | - | - | - | - | - | - | -- | -- | -- | -- | -- | -- | -- | -- | -- | -- | -- | -- | -- | -- | -- | -- | -- |
| Luogo     | C | T | C | T | C | C | T | C | C | T  | C  | T  | C  | T  | C  | T  | C  | T  | T  | C  | T  | T  | C  | T  | C  | T  |
| Risultato | V | P | V | N | V | V | N | V | V | P  | V  | P  | V  | N  | N  | P  | N  | P  | P  | V  | P  | V  | N  | P  | V  | N  |

Legenda:

Luogo: C = Casa; T = Trasferta. Risultato: V = Vittoria; N = Pareggio; P = Sconfitta.

### Statistiche dei giocatori
Fonte
| Giocatore     | Serie C  | Serie C | Serie C     | Serie C    | Coppa Italia | Coppa Italia | Coppa Italia | Coppa Italia | Totale   | Totale | Totale      | Totale     |
| Giocatore     | Presenze | Reti    | Ammonizioni | Espulsioni | Presenze     | Reti         | Ammonizioni  | Espulsioni   | Presenze | Reti   | Ammonizioni | Espulsioni |
| ------------- | -------- | ------- | ----------- | ---------- | ------------ | ------------ | ------------ | ------------ | -------- | ------ | ----------- | ---------- |
| N. Azzetti    | 21       | 4       | ?           | ?          | 2            | 0            | 0            | 0            | 23       | 4      | 0+          | 0+         |
| D. Bazzanti   | 19       | 0       | ?           | ?          | 2            | 0            | 0            | 0            | 21       | 0      | 0+          | 0+         |
| L. Bergamini  | 26       | 0       | ?           | ?          | 2            | 0            | 0            | 0            | 28       | 0      | 0+          | 0+         |
| E. Betti      | 26       | 0       | ?           | ?          | 2            | 0            | 0            | 0            | 28       | 0      | 0+          | 0+         |
| A. Biondi     | 0        | -0      | 0           | 0          | 0            | -0           | 0            | 0            | 0        | -0     | 0           | 0          |
| M. Bugna      | 3        | 0       | ?           | ?          | 0            | 0            | 0            | 0            | 3        | 0      | 0+          | 0+         |
| A. Carella    | 21       | 5       | ?           | ?          | 0            | 0            | 0            | 0            | 21       | 5      | 0+          | 0+         |
| A. De Cola    | 0        | 0       | 0           | 0          | 0            | 0            | 0            | 0            | 0        | 0      | 0           | 0          |
| S. Finotto    | 23       | 4       | ?           | ?          | 2            | 0            | 0            | 0            | 25       | 4      | 0+          | 0+         |
| E. Ghetti     | 24       | 6       | ?           | ?          | 2            | 0            | 0            | 0            | 26       | 6      | 0+          | 0+         |
| Landi         | 0        | 0       | 0           | 0          | 0            | 0            | 0            | 0            | 0        | 0      | 0           | 0          |
| L. Mancini    | 3        | 0       | ?           | ?          | 1            | 0            | 0            | 0            | 4        | 0      | 0+          | 0+         |
| C. Milite     | 24       | 0       | ?           | ?          | 2            | 0            | 0            | 0            | 26       | 0      | 0+          | 0+         |
| P. Monacci    | 1        | 0       | ?           | ?          | 0            | 0            | 0            | 0            | 1        | 0      | 0+          | 0+         |
| E. Morselli   | 0        | 0       | 0           | 0          | 0            | 0            | 0            | 0            | 0        | 0      | 0           | 0          |
| A. Niccolini  | 17       | 8       | ?           | ?          | 2            | 0            | 0            | 0            | 19       | 8      | 0+          | 0+         |
| V. Pagano     | 4        | -5      | ?           | ?          | 0            | -0           | 0            | 0            | 4        | -5     | 0+          | 0+         |
| M. Parisi     | 7        | 0       | ?           | ?          | 1            | 0            | 0            | 0            | 8        | 0      | 0+          | 0+         |
| A. Punzi      | 1        | 0       | ?           | ?          | 0            | 0            | 0            | 0            | 1        | 0      | 0+          | 0+         |
| A. Ricciardi  | 22       | -21     | ?           | ?          | 2            | -2           | 0            | 0            | 24       | -23    | 0+          | 0+         |
| M. Saracino   | 0        | 0       | 0           | 0          | 0            | 0            | 0            | 0            | 0        | 0      | 0           | 0          |
| R. Stilli     | 23       | 8       | ?           | ?          | 1            | 2            | 0            | 0            | 24       | 10     | 0+          | 0+         |
| E. Zambianchi | 21       | 1       | ?           | ?          | 1            | 0            | 0            | 0            | 22       | 1      | 0+          | 0+         |
| L. Zanon      | 0        | 0       | 0           | 0          | 0            | 0            | 0            | 0            | 0        | 0      | 0           | 0          |